# ハンドオカリナ
ハンドオカリナは手を組み合わせて親指関節部から息を吹き込む楽器である手笛の一種である。

## 概要
子供たちの間で古くから遊びの一つとして用いられた楽器のひとつ。
日本で確認できる最古のハンドオカリナ奏者は1987年に目黒自然教育園での小学生を対象とした植物鑑賞会（国立科学博物館主催）で指導者として参加した男性といわれる。その時の植物鑑賞会で、その男性の指導により数人の小学生が植物の鑑賞の仕方ではなくハンドオカリナを習得した。その小学生が大人になった今現在もハンドオカリナ奏者としてYouTube、TikTokで活動している。
海外のハンドオカリナ奏者としては、1970年代の時点で世界大会にハンドオカリナ奏者が確認されており（その当時はカップハンド型と呼称）、本当の起源はそれ以前に遡ると推測される。

## 手の組み合わせ方による楽器名の差異
両手の組み合わせ方が、おにぎりを握る形であればハンドオカリナ、指を交互に組み合わせお祈りをする形であればハンドフルートと呼称されている。
これらを総称して手笛とする地域が多いが、学術的に認められている楽器はハンドフルートのみである。

## ハンドオカリナとハンドフルートの違い
現在、日本国内で圧倒的人気を誇るのはお祈り型であるハンドフルートで、平成音楽大学ではハンドフルートの授業が存在する。
ハンドオカリナは指を交互に組み合わせない分、楽器としての内腔が広くなるためハンドフルートと比較して低音が鳴らせるという特徴をもつ。
高音域がなりにくく、ハンドフルートとのセッションでは、ハンドフルートを手笛１st。ハンドオカリナを手笛２ndとすることが望ましい。

## 奏法
両手をおにぎりを握る形で組み合わせて、左右の親指を対称になるように合わせ、親指関節部から息を吹き込む。吹き込んだ息は、親指の基部から戻ってきて排出される。手を組み合わせた隙間から息が漏れてしまうと音が鳴りにくくなる。
吹き口は、口唇をやや開いた状態で、親指関節部にハムっと当てるとよい。
ハンドオカリナの吹き方動画はYouTube、TikTokで複数散見される。

## 音程の変え方
手を組み合わせた内腔の体積を変化させると音程が変わる。体積が大きいと低音、小さいと高音になり、その際に吹き口が大きく変化しないようにすることが要求される。手の形は個人差があり、無理な音域調整により手のしびれなどの合併症が生じる事もある。
ハンドオカリナの音域には一般的には２オクターブとされ、チューナーを用いた検証動画がYouTubeにある。（Gis～2オクターブ上のGis）

## 演奏可能な楽曲
現在、日本国内だけで200曲以上の演奏動画が公開されている。
上記の音域であれば、どの曲でも演奏可能なため、編曲次第でどのようなジャンルの音楽もチャレンジ可能と思われる。

## 奏者数
日本国内だけで、200人以上のハンドオカリナ奏者がいると推測される。
新規ハンドオカリナ奏者は今後も増える可能性が高いと考えられる。